# Sportler des Jahres (Liechtenstein)
Die Auszeichnung Sportler des Jahres wird in Liechtenstein offiziell seit 1970 verliehen. Bis 1974 wurde nur eine Auszeichnung für beide Geschlechter vergeben. Erst seit 1975 werden die Sportlerin und der Sportler des Jahres geehrt. Vier Jahre später wurde erstmals eine Mannschaft des Jahres gekürt.
Die meisten Ehrungen konnte die Skirennläuferin Hanni Wenzel in Empfang nehmen, die neunmal ausgezeichnet wurde.

## Preisträger und Preisträgerinnen
| Jahr | Sportler                       |
| ---- | ------------------------------ |
| 1970 | Martha Bühler Ski Alpin        |
| 1971 | Hanni Wenzel Ski Alpin         |
| 1972 | Manfred Schurti Automobilsport |
| 1973 | Hanni Wenzel Ski Alpin         |
| 1974 | Roman Hermann Bahnradsport     |

| Jahr | Sportler                          | Sportlerin                         | Mannschaft                                             |
| ---- | --------------------------------- | ---------------------------------- | ------------------------------------------------------ |
| 1975 | Günther Hasler Leichtathletik     | Hanni Wenzel Ski Alpin             | -                                                      |
| 1976 | Willi Frommelt Ski Alpin          | Hanni Wenzel Ski Alpin             | -                                                      |
| 1977 | Paul Frommelt Ski Alpin           | Ursula Konzett Ski Alpin           | -                                                      |
| 1978 | Andreas Wenzel Ski Alpin          | Hanni Wenzel Ski Alpin             | -                                                      |
| 1979 | Paul Frommelt Ski Alpin           | Hanni Wenzel Ski Alpin             | Judo Club Sakura Judo                                  |
| 1980 | Andreas Wenzel Ski Alpin          | Hanni Wenzel Ski Alpin             | VBC Galina Volleyball                                  |
| 1981 | Paul Frommelt Ski Alpin           | Maria Ritter Leichtathletik        | -                                                      |
| 1982 | Roman Hermann Bahnradsport        | Ursula Konzett Ski Alpin           | -                                                      |
| 1983 | Andreas Wenzel Ski Alpin          | Hanni Wenzel Ski Alpin             | -                                                      |
| 1984 | Andreas Wenzel Ski Alpin          | Hanni Wenzel Ski Alpin             | Roman Hermann/Sigmund Hermann Bahnradsport             |
| 1985 | Andreas Wenzel Ski Alpin          | Biggi Blum Judo                    | -                                                      |
| 1986 | Paul Frommelt Ski Alpin           | Biggi Blum Judo                    | Judo Club Sakura Judo                                  |
| 1987 | Roman Hermann Bahnradsport        | Biggi Blum Judo                    | -                                                      |
| 1988 | Paul Frommelt Ski Alpin           | Biggi Blum Judo                    | -                                                      |
| 1989 | Paul Frommelt Ski Alpin           | Jolanda Kindle Ski Alpin           | -                                                      |
| 1990 | Paul Frommelt Ski Alpin           | Manuela Marxer Leichtathletik      | -                                                      |
| 1991 | Andrea Clavadetscher Radsport     | Manuela Marxer Leichtathletik      | VBC Galina Volleyball                                  |
| 1992 | Wolfgang Matt Modellflugsport     | Manuela Marxer Leichtathletik      | VBC Galina Volleyball                                  |
| 1993 | Markus Hasler Skilanglauf         | Manuela Marxer Leichtathletik      | FC Balzers Fußball                                     |
| 1994 | Markus Foser Ski Alpin            | Birgit Heeb Ski Alpin              | Silke Kindle/Markus Teuber Rock ’n’ Roll               |
| 1995 | Achim Vogt Ski Alpin              | Birgit Heeb Ski Alpin              | Squash-Nationalmannschaft Squash                       |
| 1996 | Markus Hasler Skilanglauf         | Biggi Blum Judo                    | Squash-Damenmannschaft Squash                          |
| 1997 | Marco Büchel Ski Alpin            | Birgit Heeb Ski Alpin              | U16-Fussballmannschaft Fußball                         |
| 1998 | Marco Büchel Ski Alpin            | Birgit Heeb Ski Alpin              | Motorkunstflug-Team Modellflugsport                    |
| 1999 | Marco Büchel Ski Alpin            | Birgit Heeb Ski Alpin              | Fussballnationalmannschaft Fußball                     |
| 2000 | Stephan Kunz Skilanglauf          | Birgit Heeb Ski Alpin              | Squash-Herrenmannschaft Squash                         |
| 2001 | Andrea Clavadetscher Radsport     | Birgit Heeb Ski Alpin              | LRV Radteam Radsport                                   |
| 2002 | Marc Ruhe Wintertriathlon         | Birgit Heeb Ski Alpin              | FC Vaduz Fußball                                       |
| 2003 | Markus Hasler Skilanglauf         | Nicole Klingler Triathlon/Duathlon | Squash-Nationalmannschaft Squash                       |
| 2004 | Oliver Geissmann Sportschießen    | Nicole Klingler Triathlon/Duathlon | Fussballnationalmannschaft Fußball                     |
| 2005 | Martin Kaiser Kickboxen           | Nicole Klingler Triathlon/Duathlon | Fussballnationalmannschaft Fußball                     |
| 2006 | Marco Büchel Ski Alpin            | Tina Weirather Ski Alpin           | Oliver Indra/Matthias Wachter Beachvolleyball          |
| 2007 | Marco Büchel Ski Alpin            | Stephanie Vogt Tennis              | Fussballnationalmannschaft Fußball                     |
| 2008 | Marco Büchel Ski Alpin            | Nicole Klingler Triathlon/Duathlon | VBC Galina (Herren) Volleyball                         |
| 2009 | Marco Büchel Ski Alpin            | Julia Hassler Schwimmen            | VBC Galina (Herren) Volleyball                         |
| 2010 | Marco Büchel Ski Alpin            | Stephanie Vogt Tennis              | FC Vaduz Fußball                                       |
| 2011 | Günther Wohlwend Kickboxen        | Julia Hassler Schwimmen            | Petra Schifferle-Walser/Ramona Kaiser Beachvolleyball  |
| 2012 | Christoph Meier Schwimmen         | Tina Weirather Ski Alpin           | SRC Vaduz Squash                                       |
| 2013 | Walter Eberle Handbike            | Tina Weirather Ski Alpin           | Fed-Cup-Mannschaft Tennis                              |
| 2014 | Philipp Hälg Skilanglauf          | Tina Weirather Ski Alpin           | Fed-Cup-Mannschaft Tennis                              |
| 2015 | Stefan Kaiser Modellflugsport     | Tina Weirather Ski Alpin           | Claudia Hasler/Petra Schifferle-Walser Beachvolleyball |
| 2016 | Christoph Meier Schwimmen         | Tina Weirather Ski Alpin           | Lara Mechnig/Marluce Schierscher Synchronschwimmen     |
| 2017 | Christoph Meier Schwimmen         | Tina Weirather Ski Alpin           | Lara Mechnig/Marluce Schierscher Synchronschwimmen     |
| 2018 | Christoph Meier Schwimmen         | Tina Weirather Ski Alpin           | Lara Mechnig/Marluce Schierscher Synchronschwimmen     |
| 2019 | Christoph Meier Schwimmen         | Julia Hassler Schwimmen            | Lara Mechnig/Marluce Schierscher Synchronschwimmen     |
| 2021 | Michael Lampert Kickboxen         | Julia Hassler Schwimmen            | Lara Mechnig/Marluce Schierscher Synchronschwimmen     |
| 2022 | Romano Püntener Mountainbikesport | Nina Riedener Skilanglauf          | Artistic Swimming Team Synchronschwimmen               |